# Włochy (województwo opolskie)
Włochy – wieś w Polsce położona w województwie opolskim, w powiecie namysłowskim, w gminie Domaszowice.
W latach 1975–1998 miejscowość należała administracyjnie do województwa opolskiego.

## Nazwa
W 1295 w kronice łacińskiej Liber fundationis episcopatus Vratislaviensis miejscowość wymieniona jest jako Prziakowitz Gallicorum, Prziacowitz Polonorum, Prziacowitz oraz Prevacovici.

## Historia
Włochy są jedną z najstarszych miejscowości na terenie gminy Domaszowice. Pierwsza wiadomość o wsi pochodzi z 1245 roku. W swej bulli papież Innocenty IV zatwierdzając posiadłości biskupstwa wrocławskiego wymienił osadę pod nazwą Prevacovici (dzisiejsze Włochy). W roku 1271 biskup wrocławski Tomasz zawiadamiając arcybiskupa gnieźnieńskiego o najeździe księcia Bolesława z Krakowa, podaje wiadomość, że wojska najezdnicze wyrządziły duże szkody we wsi Prevacowici Gallicorum. Straty zostały oszacowane wówczas na ponad 20 grzywien. Skarga biskupa Tomasza wymienia dwie części wsi Prevacowici. Jedna zwała się Gallicerum (Galijską), drugą zwano Polonorum (Polską). Część młodsza, w której znajdował się kościół, zamieszkiwana była prawdopodobnie przez wallońskich tkaczy, tj. zromanizowanych Celtów, których stałymi siedzibami były obecna południowa Belgia i Luksemburg. Walonowie mogli przybyć do Włoch około połowy XIII wieku. Część tzw. polską zamieszkiwała ludność polska.
W czasie I wojny światowej na miejscowej plebanii mieszkał znany poeta śląski – dr Jan Nikodem Jaroń, który tu ukończył swe najbardziej znane dzieło, dramat pt. „Konrad Kędzierzawy”. Po I wojnie światowej mieszkańcy Włoch wysłali w listopadzie 1918 r. własnych delegatów na Sejm Dzielnicowy w Poznaniu, miejscowość reprezentowali: Franciszek Kuklok oraz wikary ks. Feliks Ździebło.
W czasie II wojny światowej, w styczniu 1945 r. do wsi weszli żołnierze Armii Czerwonej grabiąc i mordując mieszkańców wsi. Z rąk sowieckich żołnierzy śmierć poniosła m.in. elżbietanka siostra Gottliebe – Monika Frank

## Proboszczowie Parafii Rzymskokatolickiej pw. Wniebowzięcia Najświętszej Maryi Panny we Włochach
Na przełomie XIX i XX w., ze względu na osobowość miejscowych duchownych, wieś stała się ważnym ośrodkiem polskości na tym terenie. W tym czasie posługę duszpasterską pełnili proboszczowie:
- ks. Mikołaj Kulawy (1810-?) ze Zdzieszowic proboszcz w latach 1857-ok. 1883.
- ks. Walenty Rimel (1834–1896) z Rudnik k. Raciborza, duszpasterz pomocniczy od 1884, następnie proboszcz we Włochach w latach 1886–1896. Rimel w czasie studiów we Wrocławiu był członkiem Towarzystwa Literacko-Słowiańskiego, w późniejszych latach współpracował z Karolem Miarką (red. „Katolika”), a także z bł. Edmundem Bojanowskim oraz posłem polskim z Opola Juliuszem Szmulą. W 1880 r. ks. Rimel, jako jeden z pierwszych polskich duchownych ze Śląska, oświadczył na wiecu we Wrocławiu, „że się czuje Polakiem takim, jak ci, co zasiadają w Kole polskim, w Berlinie, i zażądał, żeby posłowie ze Ślązka przez ludność polską wybrani do tegoż Koła polskiego wstępowali”. Autor różnych dzieł religijnych w tym zbioru pieśni: „Wianek nabożeństw ku czci Najświętszej Maryi Panny i świętych Bożych oraz Śpiewnik kościelny na cały rok” Gra św. Anny 1894[8]
- ks. Paweł Polednia (1860-1939) z Luboszyc k. Opola. Proboszcz we Włochach w latach 1896–1916, później przeniesiony do Krzyżownik (dekanat Rychtalski), we wrześniu 1939 r. aresztowany przez Niemców i zamęczony w obozie koncentracyjnym w Buchenwaldzie.
- ks. Antoni Robota (1864–1928). Kapłan pochodzący ze znanej polskiej rodziny z Gostomi k. Prudnika, proboszcz w latach 1916–1921. Po zakończeniu I wojny światowej ks. Robota był inicjatorem licznych organizacji polskic m.in. Towarzystwa Oświaty im. św. Jacka. Za swą działalność szykanowany i pobity przez bojówki niemieckie. Po III Powstaniu Śląskim wobec groźby śmierci musiał uciekać ze wsi[9].
- ks. Otto Pech (1874-1933). Następcą ks. Roboty był ks. Otto Pech. Duchowny ten, mimo że był Niemcem, kontynuował odprawianie mszy w języku polskim. Na początku lat 30. XX w. ponawiane były wobec niego groźby ze strony nacjonalistów niemieckich, którzy domagali się, by zaprzestał kazań w j. polskim. Po dojściu do władzy nazistów w 1933 r. ks. Pech został aresztowany przez Gestapo i zamordowany[10].
- ks. August Jonderko (1896-?) był ostatnim przedwojennym proboszczem parafii, pracującym tu najprawdopodobniej do 1945.